# Взрыв на Донегол-стрит
Взрыв на Донегол-стрит (англ. Donegall Street bombing, ирл. Buamáil Shráid Dhún na nGall) — террористический акт, совершённый 20 марта 1972 года боевиками Ирландской республиканской армии в Белфасте (Северная Ирландия): примерно в полдень около здания редакции газеты The News Letter взлетел на воздух заминированный автомобиль. В результате взрыва погибли семь человек (в том числе двое полицейских Королевской полиции Ольстера) и были ранены 148. Большинство из них составляли покупатели магазинов, офисные работники и школьники. Ответственность на себя взяла Белфастская бригада «временного крыла» Ирландской республиканской армии, однако повстанцы свалили вину на спецслужбы Великобритании в гибели множества людей: с их слов, нескольким лицам поступили анонимные телефонные звонки о грядущем взрыве, однако британские службы допустили массу ошибок при эвакуации населения, что и привело к огромному числу жертв и пострадавших. Это был первый случай взрыва заминированного автомобиля в ходе конфликта, осуществлённый боевиками ИРА.

## Телефонные звонки
В понедельник, 20 марта 1972, в 11:45 местному продавцу ковров позвонил по телефону неизвестный, который заявил, что якобы на Чёрч-стрит (центр Белфаста) заложена бомба, которая может взорваться в любой момент. Британские войска и полицейские были приведены в полную боевую готовность и начали эвакуацию мирных граждан на Лоуэр-Донегол-стрит. Второй звонок состоялся спустя 7 минут, его приняла редакция газеты «Айриш Ньюс» (англ. Irish News): звонивший также заявил, что взрыв будет на Чёрч-стрит. Однако в 11:55 в редакцию «News Letter» поступил третий звонок: звонивший заявил, что бомба как раз заложена именно на Донегол-стрит, куда и эвакуировали людей. Началась паника, а присутствовавшие силы органов правопорядка не могли успокоить толпу и эвакуировать их в другое место. Звонивший предупредил, что у персонала есть всего 15 минут для эвакуации из здания, однако у них даже теоретически не было шансов успеть выбраться.

## Взрыв
В 11:58 на воздух влетел автомобиль Ford Cortina зелёного цвета, стоявший перед зданием «News Letter»: в автомобиле была спрятана бомба с гелигнитовым зарядом массой в 45 кг. Ударная волна сотрясла центр города: в результате взрыва на месте погибли 31-летний Эрнест Макэллистер и 36-летний Бернард О'Нилл, полицейские, которые осматривали автомобиль непосредственно перед взрывом и пытались помочь вывести людей с Чёрч-стрит. Их тела были в буквальном смысле разорваны на куски, которые разлетелись по улице.
Мощная огненная волна прокатилась по улице после взрыва, а в небо поднялись клубы чёрного дыма. От взрывной волны погибли ещё четверо человек: 39-летний Эрнест Дуган, 30-летний Джеймс Маклин и 39-летний Сэмюэль Трейнор, которые работали уборщиками мусора. Четвёртым оказался 65-летний Сидней Бэлл, бывший военнослужащий Ольстерского полка обороны и член Оранжевого ордена. 5 апреля скончался ещё один пострадавший, 79-летний пенсионер Генри Миллер, что привело к возрастанию общего числа погибших до семи человек. Трупы были изуродованы до неузнаваемости, а одному даже оторвало голову. Все шестеро жертв были протестантами, за исключением католика О'Нилла.
От взрыва были выбиты стёкла в соседних домах, и куча осколков стекла, дерева и бетона обрушилась на находившихся на улице людей. Конечности некоторых особенно тяжело пострадавших людей были оторваны и отлетели к зданию офиса. Полностью был разрушен первый этаж здания «Ньюс Леттер», непоправимый урон был нанесён библиотеке, в которой были уничтожены многочисленные редкие фотографии и старинные документы. Были разрушены также соседние здания. Сама улица внешне напоминала поле боя: трагизма добавляло то обстоятельство, что около сотни школьников и школьниц, кричавших от боли, лежали на тротуаре, покрытом кровью и осколками стекла.

## Погибшие и раненые
Всего было 148 человек ранено, из них 19 получили особенно тяжёлые ранения: кто-то лишился зрения, кто-то стал калекой. Большая часть персонала газеты также пострадала от взрыва. Одним из пострадавших был малолетний ребёнок, который потерял столько крови, что спасатели в панике некоторое время кричали об убитом ребёнке; одну из молодых женщин, которая потеряла обе ноги, на руках выносил солдат парашютного полка Великобритании, и этот снимок сделал фотограф Дерек Бринд, фотограф Associated Press. Один из свидетелей взрыва, Фрэнк Хигэн, лично видел, как погибли два уборщика мусора, которых «разорвало на куски».

Везде была кровь, а люди стонали и кричали. Улица была полна девушек и женщин, которые бесцельно бродили.
Оригинальный текст (англ.)There was blood everywhere and people moaning and screaming. The street was full of girls and women all wandering around.

Крики пострадавших не прекращались даже после того, как их погрузили в автомобили скорой помощи; ампутацию некоторым людям пришлось проводить прямо на месте. Один из полицейских гневно описывал случившееся:

Это было умышленное покушение на невинных людей. Те, кто планировал это, должны были знать, что именно туда эвакуировали людей.
Оригинальный текст (англ.)This was a deliberate attempt to kill innocent people. The people who planted it must have known that people were being evacuated into its path.

Пока шла эвакуация пострадавших от взрыва, по стране прокатилась волна насилия: сначала где-то в центре Белфаста взорвались ещё две бомбы, однако пострадавших не было. Затем неизвестный снайпер ИРА застрелил британского солдата Джона Тейлора в Дерри. Вскоре два лидера ИРА пострадали в результате покушений: Шону Макстивену и Кэталу Гулдингу отправили посылки с бомбами. Макстивену взорвавшаяся бомба обожгла лицо и руки, а вот Гулдинг избежал чудом травм и гибели, сумев обезвредить взрывное устройство.

## Последствия

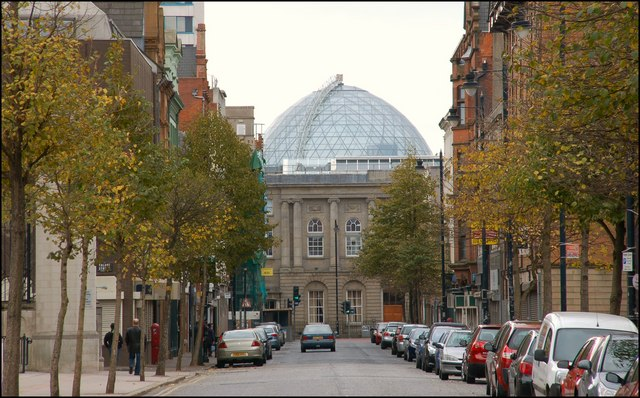
Лоуэр-Донегол-Стрит, вид на юг

Взрыв бомбы в автомобиле стал первым в своём ряду, устроенным боевиками ИРА в ходе конфликта в Северной Ирландии. Это был один из этапов эскалации насилия в Северной Ирландии, что в итоге привело к Кровавому воскресенью в Дерри. Ответственность на себя взял 3-й батальон Белфастской бригады Временной ИРА. Командиром бригады был Шеймус Туоми, который отдал приказ об атаке. Об этом представители ИРА заявили 23 марта, а заявление было опубликовано в Ирландском республиканском бюро объявлений:

Ясные и адекватные предупреждения всегда объявлялись нами перед нашими операциями, и эта практика будет продолжаться дальше. Несколько предупреждений были перевраны британскими спецслужбами, чтобы увеличить число жертв среди граждан. Это и была основная причина трагических потерь среди гражданских в прошлый понедельник на Донегол-Стрит.
Оригинальный текст (англ.)Proper and adequate warnings have been given before all our operations. This practice will continue. Several warnings have been changed by the British security forces in order to cause maximum civilian casualties. 'This was the principal factor for the tragic loss of life and heavy civilian casualties in Donegall Street on Monday last'.

В вопросе по поводу совершённых звонков (особенно третьего) ИРА отвергла все обвинения, заявив, что спецслужбы знали о местонахождении бомбы и специально вывели жителей с Чёрч-Стрит на Донегол-Стрит, чтобы увеличить число жертв. Вопрос по поводу личности звонившего остаётся открытым: Тим Пэт Куган утверждает, что ИРА переоценили способности сил безопасности быстро разбираться со случаями одновременного срабатывания нескольких бомб, и добавляет, что, по словам свидетелей, звонивший был молодым человеком, очень волновался и не разбирался в подобных вещах, касающихся сообщений о заложенных бомбах. Вместе с тем звонки по поводу Чёрч-стрит могли и не быть ложными предупреждениями: по одной версии, террористы пытались заложить бомбу именно там, но не нашли ни парковки, ни похожего места и вынуждены были перебраться на Донегол-стрит. В самой Ирландии осудили атаку, а Официальная ИРА и вовсе отреклась от связи с террористами, осудив это в самой жёсткой форме.
За два дня до взрыва основатель Унионистской прогрессивной партии Уильям Крэйг произнёс в Ормо-Парке речь в присутствии 100 тысяч лоялистов Ольстера: «Мы должны составить досье на мужчин и женщин, которые представляют угрозу этой стране, потому что если нас предадут политики, уничтожать врага придётся нам самим». На следующий день 30 тысяч католиков прошли маршем к Ормо-Парку в знак протеста против угроз Крэйга. Республиканская лейбористская партия во главе с Падди Кеннеди пригрозила отомстить протестантам в случае любой угрозы католикам и всему ирландскому народу.
Согласно Эду Молони, взрыв бомбы стал ударом по репутации ИРА. Грянувший за две недели до этого взрыв в ресторане «Аберкорн», который унёс жизни двух женщин и покалечил множество других посетителей ресторана (все погибшие и пострадавшие были католиками), и случившаяся трагедия на Донегол-стрит вынудили большую часть католиков отказаться от поддержки ИРА, которые стали считать подобные акты возмездия бессмысленными и опасными для них же самих. Однако сама ИРА не прекратила подобные действия: спустя два дня в автопарке близ железнодорожной станции Грэйт-Виктория-стрит и около гостиницы «Европа» взорвались несколько автомобилей, что привело к 70 пострадавшим от осколков стекла гражданам. От взрывов были повреждены здания гостиницы, вокзала, множество автомобилей и два поезда. 24 марта премьер-министр Великобритании Эдвард Хит заявил о роспуске парламента Северной Ирландии и введении прямого управления из Лондона. Вкупе с последствиями взрывов на Донегол-стрит и на Грэйт-Виктория-стрит было прекращено движение на линии Ройял-Эвеню, а вокруг центра Белфаста появилось своеобразное «стальное кольцо блокады». 
Полиции так и не удалось предъявить кому-либо обвинения в совершении теракта на Донегол-стрит, несмотря на многочисленные аресты боевиков из отрядов активной службы. Вместе с тем некоторые члены ИРА признавали это своей ошибкой. Один из бойцов ИРА в интервью позднее говорил, что когда узнал о гибели и страданиях невинных людей, ему внезапно стало плохо. Другой боевик, Мария Макгуайр (Гатлэнд), в книге от 1973 года «Взять оружие: Моя жизнь с Временной ИРА» (англ. To Take Arms: My Life With the IRA Provisionals) писала:

Признаю, что в то время я не общалась с теми людьми, которые впоследствии гибли или страдали от взрывов. Случившиеся смерти я расценивала с точки зрения эффекта влияния на нашу поддержку и чувствовала, что она зависела, в свою очередь, от того, сколько людей принимали наши объяснения.
Оригинальный текст (англ.)I admit at the time I did not connect with the people who were killed or injured in such explosions. I always judged such deaths in terms of the effect they would have on our support - and I felt that this in turn depended on how many people accepted our explanation.

### Пресса
- Workers recall horror of blast, 40 years on (англ.) // Belfast News Letter. — 2012. — 20 March.
- 70 injured in explosion near Belfast hotel (англ.) // The Glasgow Herald. — 1972. — 23 March.
- Victims may have been lured by phone calls (англ.) // The Glasgow Herald. — 1972. — 21 March.
- Scores Killed, Wounded in Belfast Newspaper Blast (англ.) // Lebanon Daily News. — 1972. — 20 March.
- In Action With the IRA (англ.) // Life. — 1972. — 7 April.
- Six die in Ulster terrorist blast (англ.) // Montreal Gazzette. — 1972. — 20 March.
- Bomb kills six persons in Belfast (англ.) // The Spartanburg Herald. — 1972. — 21 March.
- Bomb-torn Ulster awaits peace plan (англ.) // The Sydney Morning Herald. — 1972. — 22 March.

### Научные издания
- Joe Baker. The Troubles: A Chronology of the Northern Ireland Conflict. — #11. — Glenravel Publications, 2011.
- Dave Burke. Revealed: Maria Gatland's life with the IRA in her own words (англ.) // This is Croydon Today. — 2008. — 5 December.
- Eire-Ireland: a journal of Irish studies. — Irish American Cultural Institute. — 1972. — Vol. 7.

### Книги
- Tim Pat Coogan. The IRA. — 2002.
- Tony Geraghty. The Irish War: the hidden conflict between the IRA and British Intelligence. — HarperCollins Publishers. — London, 1998.
- Ed Moloney. Voices From the Grave: two men's war in Ireland. — Faber & Faber Limited, 2010.
- Elizabeth Shannon. I am of Ireland: women of the North speak out. — Massachusetts University Press, 1997.
- Peter Taylor. Loyalists. — London: Bloomsbury Publishing Plc., 1999.
- Peter Taylor. Provos: The IRA and Sinn Fein. — 1998.